# Hans Asselbergs
Hans Asselbergs (Heemstede, 28 oktober 1953 – Haarlem, 14 mei 2007) was een Nederlands musicus en apotheker.

## Levensloop
Hij werd in 1953 in Heemstede geboren. Op het Triniteitslyceum in Haarlem was Asselbergs de drummer van het popbandje Creepy. De muziek bleef hem de rest van zijn leven interesseren.
Na de HBS ging Hans Asselbergs, in navolging van zijn vader, farmacie in Groningen studeren. Na deze opleiding werkte hij als apotheker.

Daarnaast studeerde hij op het conservatorium in Groningen slagwerk. In 1995 begon hij met het componeren van stukken voor verschillende koren en orkesten. Bij het componeren maakte Asselbergs vaak gebruik van bijzondere, vaak zelfgebouwde instrumenten. In zijn composities verwerkte hij verschillende kunststijlen.
Enkele karakteristieke werken zijn Vallend stof (1998) voor kamerorkest en twee sopranen, en het Concert voor 20 autofonisten (2003) voor twintig slagwerkers die alle geluiden die met een auto te maken zijn, als klankbron gebruiken.
In oktober 1999 richtte hij samen met zijn vrouw, beeldend kunstenaar Michèle Baudet, studio Grasland op, een vrijplaats voor kunst en muziek, waar componisten en beeldende kunstenaars samenwerken. Deze in de binnenstad van Haarlem gevestigde muziekstudio heeft veel plek voor culturele activiteiten. Er is een geluidsstudio, een concertzaal, een toonplaats voor tryouts, een theater, een galerie voor beeldende kunst en een werkplaats c.q atelier.
Op 7 maart 2007 werd Hans Asselbergs geconfronteerd met een ernstige ziekte. Op 14 mei 2007 overleed hij op 53-jarige leeftijd in Haarlem. Hans had drie kinderen, Gustan, Pelle en Fay.

## Werken
- verdichten, verdunnen (2006) voor orgel en slagwerk, geschreven in opdracht van de Philharmonie in Haarlem
- Plimsoll (2006) voor althobo, hoorn, trompet, trombone en slagwerk, geschreven voor leden van het Schönberg Ensemble, uitgevoerd tijdens de Gaudeamus-muziekweek
- The bitch who buzzes betrayal (2005) voor viool, blokfluit, stem en spiegels, waterkokers en crotales
- Trillende grond(2005) voor kamerorkest en heimachine, uitgevoerd op 17 september in het nieuwe Muziekgebouw aan het IJ
- Toccare il gatto (2005), een solostuk voor slagwerkers met klokken, glazen, brandalarmsignalen en een 'katten flipperkast', in opdracht van het Kattenkabinet in Amsterdam, uitgevoerd tijdens de opening van Eye for Cats, een tentoonstelling met foto's van Ed van der Elsken
- Tussen rots en wolk (2004) voor 3 gemengde kamerkoren
- Naar de wolken (2004) voor carillon, plaatklokken, gongs, buisklokken en koebellen, geschreven in opdracht van het festival Heimwee in Haarlem; de uitvoering vond plaats met een beiaardier en vier slagwerkers op een varende boot
- There was never a sound beside the wood but one (2004) voor zeis, typmachine, crotales, rare snaren en twee paardenstaarten
- For Dan Graham, Glass Pavillion for Joop (2004) een solo-slagwerkperformance
- Plywood Suite (2004) voor viool, cello, contrabas en drie slagwerkers, geschreven in opdracht van de provincie Noord-Holland
- Wide Asleep (2004) voor cello, geschreven in opdracht van de Amerikaans-Nederlandse celliste Frances-Marie Uitti
- Per se (2003) voor trombonekwartet en percussieduo, geschreven in opdracht van de Nieuwe Slagwerkgroep Amsterdam en het Nieuwe Trombonecollectief (leden van het Koninklijk Concertgebouworkest en het Rotterdams Philharmonisch Orkest)
- Concert voor 20 autofonisten (2003) voor 20 slagwerkers die alle geluiden die je met een auto kunt maken als klankbron gebruiken
- Apocalypse (2003) voor 24 slagwerkers en orgel, onderdeel van een installatie van beeldhouwer Joos Clijsen, waar de deksels van 24 loden kisten werden getakeld
- 12zeven5 (2002) voor orgel, geschreven in opdracht van de commissie Nieuwe muziek voor het Müllerorgel
- Weiland (2001) voor slechts één slagwerker, uitgevoerd tijdens de Nederlandse muziekdagen in Muziekcentrum Vredenburg te Utrecht
- Concert voor paardenstaart, ogen & spier (2001) voor 1 slagwerker, kogelinstallatie en video, uitgevoerd in de Vleeshal Haarlem
- Tussen de golven (2001), een klankinstallatie samen met Michèle Baudet
- Anchil mar par che sommerga (2001) voor 1 slagwerker, geluidscollage en valmachine
- niets, dan leven (2000) voor klarinet en piano
- Op weg naar Hyperion (1999) voor twee slagwerkers en valmachine
- Door het bos naar de bomen (1998) voor twee slagwerkers en video
- Vallend stof (1998) voor kamerorkest en 2 sopranen
- Stormtij (1997) in opdracht van Nieuwe Slagwerkgroep Amsterdam
- 3 met 5 (1996) voor marimba solo, uitgevoerd voor de NPS- televisie
- Concert voor boot, brug en bus (1995) voor groot mannenkoor